# Dirka po Romuniji
Dirka po Romuniji (romunsko Turul României, znana tudi kot »Mala zanka« (romunsko Mica Buclă)) je vsakoletna cestna etapna dirka po Romuniji, ki z več presledki poteka od leta 1934. Klasificirana je v razred 2.1 in je del UCI Europe Tour. Prvi zmagovalec je postal Marin Nikolov, najuspešnejša kolesarja v zgodovini dirke pa sta Constantin Dumitrescu in Mircea Romașcanu s po tremi zmagami.

## Zmagovalci
| Leto      | Zmagovalec              | Drugouvrščeni           | Tretjeuvrščeni          |
| --------- | ----------------------- | ----------------------- | ----------------------- |
| 1934      | Marin Nikolov           | Ghenadie Sminoff        | Zamfir Munteanu         |
| 1935      | Daniel Zigmund          | Nicolae Ion Tapu        | Versi Lipinski          |
| 1936      | Pierre Gallien          | Stjepan Grgac           | Carol Kutzbach          |
| 1937-1945 | ni potekala             | ni potekala             | ni potekala             |
| 1946      | August Prosenik         | Nicolae Chicomban       | Ion Strain              |
| 1947-1949 | ni potekala             | ni potekala             | ni potekala             |
| 1950      | Constantin Sandru       | Vittorio Nicolozzo      | Ervant Norhadian        |
| 1951      | Marin Niculescu         | Nicolae Chicomban       | Gheorghe Sandu          |
| 1952      | ni potekala             | ni potekala             | ni potekala             |
| 1953      | Nicolae Vasilescu       | Nuta Petre              | Gheorghe Sandu          |
| 1954      | Constantin Dumitrescu   | Stefu Stefan            | Constantin Istrate      |
| 1955      | Constantin Dumitrescu   | Ludovic Zanoni          | Stefu Stefan            |
| 1956      | Constantin Dumitrescu   | Gabriel Moiceanu        | Nicolae Maxim           |
| 1957      | odpovedano zaradi mraza | odpovedano zaradi mraza | odpovedano zaradi mraza |
| 1958      | Gabriel Moiceanu        | Ludovic Zanoni          | Maricel Boinea          |
| 1959      | Ion Cosma               | Gabriel Moiceanu        | Gheorghe Radulescu      |
| 1960      | Walter Ziegler          | Grunzig Jorg            | Silviu Duta             |
| 1961      | Ion Cosma               | Gabriel Moiceanu        | Gheorghe Radulescu      |
| 1962-1964 | ni potekala             | ni potekala             | ni potekala             |
| 1965      | Józef Gawliczek         | Gabriel Moiceanu        | Harald Dippold          |
| 1966      | Gheorghe Suciu          | Ion Cosma               | Costantin Ciocan        |
| 1967      | Emil Rusu               | Walter Ziegler          | Ludovic Barschel        |
| 1968      | Walter Ziegler          | Grigor Constantin       | Vasile Selejan          |
| 1969      | Jürgen Wanzlik          | Vasile Teodor           | Alexandru Sofronie      |
| 1970-1972 | ni potekala             | ni potekala             | ni potekala             |
| 1973      | Vasile Teodor           | Vasile Selejan          | Ion Cernea              |
| 1974      | Mircea Romaşcanu        | Liubomir Zojoc          | Mustapha Nejjari        |
| 1975-1982 | ni potekala             | ni potekala             | ni potekala             |
| 1983      | Mircea Romașcanu        | Ionel Gancea            | Cornel Nicolae          |
| 1984      | Constantin Căruțașu     | Valentin Constantinescu | Ionel Gancea            |
| 1985      | Mircea Romașcanu        | Ionel Gancea            | Gheorghe Kleinpeter     |
| 1986      | Frank Schönherr         | Valentin Constantinescu | Dariusz Matuszyk        |
| 1987      | Valentin Constantinescu | Olimpiu Celea           | Ludovic Kovacs          |
| 1988      | Vasile Mitrache         | Mircea Romașcanu        | Mihai Orosz             |
| 1989      | Dănuț Cătană            | Anton Stelian           | Costel Popa             |
| 1990      | Vasie Apostol           | Valentin Constantinescu | Florian Toader          |
| 1991      | Svetoslav Rjabučenko    | Costel Popa             | Ilia Gromov             |
| 1992      | Vladimir Perelalsni     | Pavel Šumanov           | Jurij Prokopenko        |
| 1993      | Jürgen Koberschinski    | Cristian Dabi           | Raoul Grigorici         |
| 1994      | Anton Stelian           | Stanimir Odrinski       | Svetoslav Čanliev       |
| 1995      | Ihor Mirtjanin          | Vitalj Lazurenko        | Dănuț Cătană            |
| 1996      | ni potekala             | ni potekala             | ni potekala             |
| 1997      | Florin Privache         | Ciurtiac Varenin        | Peter Vöhlzoc           |
| 1998      | Igor Bonciucov          | Sergej Tretjakov        | Lars Bener              |
| 1999      | Sergej Tretjakov        | Aleksander Sabalin      | Bram Tankink            |
| 2000      | Vadim Kravčenko         | Sergej Lavrenenko       | Luuc Hutten             |
| 2001      | Leonid Timčenko         | Pavel Lupas             | Aleksander Sabalin      |
| 2002      | Aleksander Sabalin      | Svetoslav Čanliev       | Roman Radčenko          |
| 2003      | Jelle van Groezen       | Pavel Lupas             | Pavel Nevdah            |
| 2004      | Vladimir Koev           | Mert Mutlu              | Volodimir Starčik       |
| 2005      | Ivajlo Gabrovski        | Oleksandr Surutkovič    | Radoslav Konstantinov   |
| 2006      | Pavel Šumanov           | Dimitar Dimitrov        | Oleksandr Šejdik        |
| 2007      | Daniel Anghelache       | Atanas Kostov           | Stanislav Rudi          |
| 2008      | Rida Cador              | Sander Oostlander       | Svetoslav Čanliev       |
| 2009      | Aleksej Ščebelin        | Vladimir Koev           | Pavel Šumanov           |
| 2010      | Vladimir Koev           | Bruno Rizzi             | Ioánnis Tamourídis      |
| 2011      | Andrei Nechita          | Ioánnis Tamourídis      | Angelo Ciccone          |
| 2012      | Matija Kvasina          | Víctor de la Parte      | Johannes Heider         |
| 2013      | Vitalij Buc             | Mihajlo Kononenko       | Ivan Stević             |
| 2014-2017 | ni potekala             | ni potekala             | ni potekala             |
| 2018      | Serghei Țvetcov         | Onur Balkan             | Mateusz Grabis          |
| 2019      | Alex Molenaar           | Savva Novikov           | Karel Hník              |
| 2020      | Eduard Michael Grosu    | Nikodemus Holler        | Szymon Krawczyk         |
| 2021      | Jakub Kaczmarek         | Serghei Țvetcov         | Szymon Rekita           |
| 2022      | Mark Stewart            | Cristian Raileanu       | Jakub Otruba            |
| 2023      | ni potekala             | ni potekala             | ni potekala             |
| 2024      | Ilhan Dostijev          | Davide Toneatti         | Lukáš Kubiš             |